# 柳沢慎吾
柳沢 慎吾（やなぎさわ しんご、1962年〈昭和37年〉3月6日 - ）は、日本のお笑いタレント、俳優。
愛称は慎吾ちゃん。ハート・レイ所属。

## 略歴・人物
神奈川県小田原市出身。

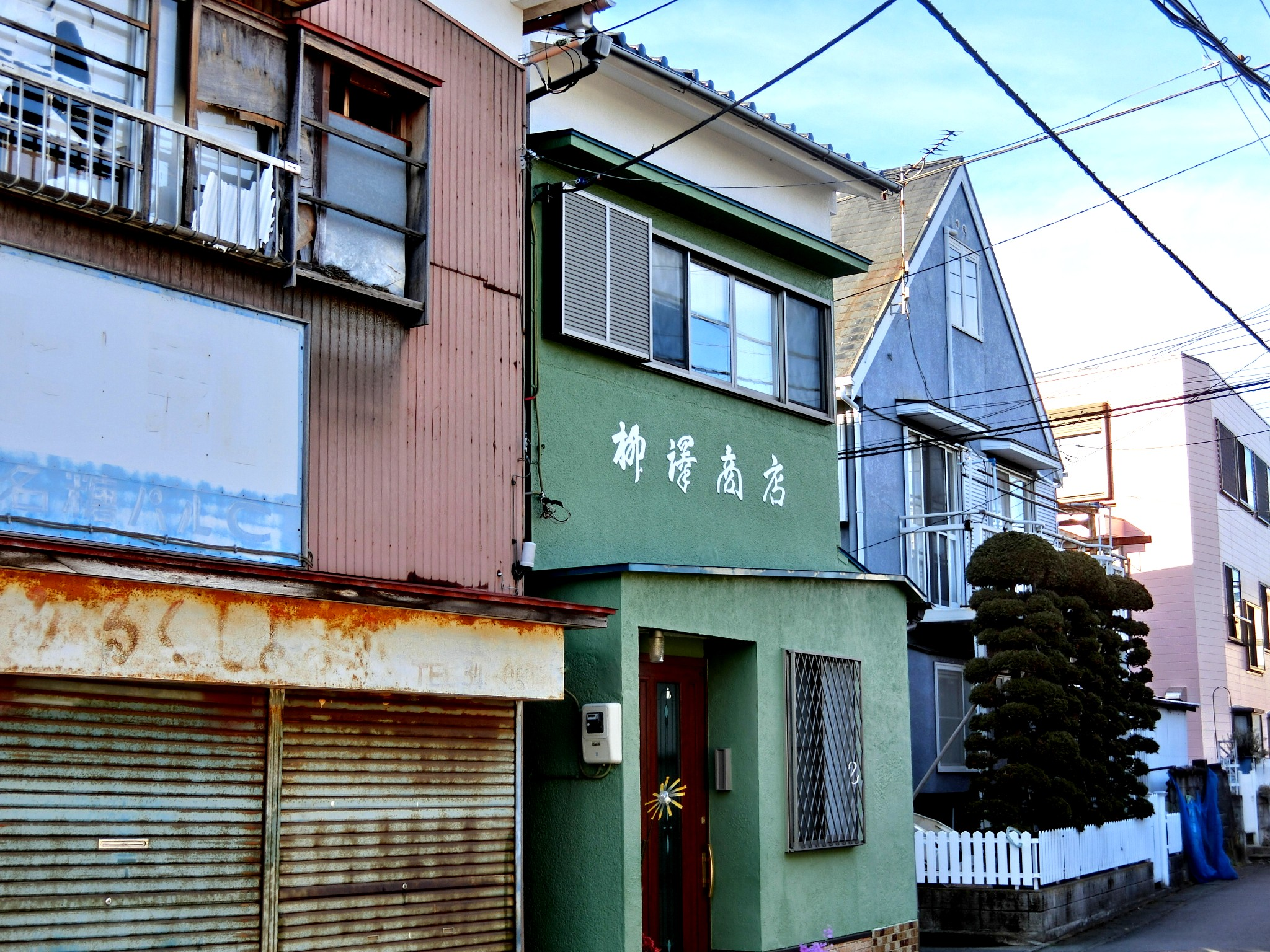
柳澤商店（小田原市東町）

地元の小田原市立・白鴎中学校、私立・立花学園松田高等学校卒業。中学時代、バレーボール部に所属していた。
幼少時からテレビ好きで、テレビで見たものを真似ては友達を喜ばせていた。家族構成は両親と姉1人。実家は自営業で、青果業の柳澤商店を経営していた。
素人時代からお笑いコンビ「てっちゃんしんちゃん」を結成し、『TVジョッキー』などに出演。同番組のコーナー「ザ・チャレンジ」で4代目チャンピオンとなる。
1978年、『ぎんざNOW!』の「素人コメディアン道場」で第20代チャンピオンとなり、芸能界デビュー。
TVジョッキーのプロデューサーから、同じ日本テレビの番組『お笑いスター誕生!!』に、『てっちゃんしんちゃん』での出場を打診されるも、本人は青春ドラマの生徒役などドラマ出演志望だったことから、これを断っている。その後間も無くして、てっちゃんしんちゃんは解散する。
翌年の1979年、柳沢順吾名義で『3年B組金八先生』のヤンキー生徒役として、テレビドラマデビュー。『ふぞろいの林檎たち』『翔んだカップル』などで、俳優としての地位を確立。
その後は俳優として活動する傍ら、バラエティ番組では「うるさい」、「落ち着きのない」キャラクターを披露し、特に1989年にとんねるずの特番『仁義なき花の芸能界全部乗っ取らせていただきますスペシャル』で放送された「芸能人ねるとんコーナー（ねるとんね紅鮭団）」において、「ごめんなさい」を受けた際（過去同番組で2戦2敗・相手は内海和子、吉田美江）に言い放った「あばよ!」の決めゼリフが大ブレイクした。
1986年、エランドール賞新人賞受賞。
1992年、当時美容師の一般女性と結婚。
デビュー以降急速に人気を獲得していったが、多忙により精神的に追い込まれた時期があった。自分から仕事を減らした結果「自分は周囲のスタッフに恵まれている」と感謝できるようになり、「今思うと、あのめちゃめちゃ忙しかった経験が、その後の自分を支えてくれている気がします」と回想している。
持ちネタは、自分が体験したり見た事柄を一人で身振り手振りと声色、時には自分の所持品やその場に見える物を巧みに利用し（効果音としながら）再現するコントのような独り芝居を行う。中でも十八番の『警察24時』や甲子園ネタや山城新伍、石立鉄男などのものまねもする（後述）。また、水を飲もうと口に近づけたコップを歯にぶつけたり、リップクリームを唇だけでなく眉毛に塗ったりするなどの「小ネタ」も多い。
トーク番組では、高田純次やルー大柴や江頭2:50などと同様に最初はテンションが高く暴れているが、出番前の楽屋からずっとハイテンションなために最後には疲れてテンションが低く人の話を聞かないことがある。なお、関根麻里はタイプの似ているこの2人（柳沢と高田）を「理想の男性」に挙げている。麻里の父親である関根勤は「俺の育て方は間違っていなかった」と述懐している。本人曰く「テレビ番組出演時とプライベートとではテンションが全く変わらない」とのこと。
観客がいる番組出演の場合、若手だった1980年代に出演した番組ではまだおこなっていなかったものの、1990年代に入ってからは持ち前の明るさをそれまで以上に全面に押し出し、最前列でスタジオ観覧する客席にいる見ず知らずの観客数人にいきなり握手を逆要求して最後に握手した相手には「楽しんで、来てくれてありがとう」と敬意を込めつつ、軽くどつくというパフォーマンスを行ってこれもネタの一つになっていた。しかし2020年以降のスタジオ出演番組では観客がいる場合でも新型コロナウイルス世界的流行問題による万が一の無症状からの接触感染を防ぐため、おこなっていない。
若手の頃、テレビ番組で「自身の家系の男性が全員ハゲ頭であるため、自身の将来の髪について心配している」と語っていたが、1990年代以降見た目と髪型はほとんど変わっていない。
熱烈な野球ファンである。特に高校野球は自宅でテレビ中継を見るために50インチのプラズマテレビを購入したほか、全国高等学校野球選手権神奈川大会決勝戦の試合速報を確認するためにドラマの撮影を一時止めさせたり、選抜高等学校野球大会と全国高等学校野球選手権大会開催時には仕事をほとんど入れない上、球児と同じ気持ちになろうと締め切った部屋に冷房を入れず汗をかきながら観戦に熱中するほどのファンである。プロ野球は、横浜DeNAベイスターズと埼玉西武ライオンズのファンである。
また、『警視庁24時』の放送日は、リアルタイムで見たいがため、気晴らしで行く温泉旅行をキャンセルするほどである。
愛車はトヨタ・2000GTとメルセデス・ベンツ・S600ロリンザー仕様（W220系）だが、ベンツの方は『志村&所の戦うお正月』の「ペーパードライバー対決」で運転手の西村知美により、あちこち散々ぶつけられている。
2010年5月、出身地である小田原市の初代「小田原ふるさと大使」に任命された。
2023年12月、横浜スタジアムで開催された『YOKOHAMA STADIUM 45th DREAM MATCH』で、始球式を行った。「東海大相模 vs. 横浜」の決勝戦を再現し、松坂大輔本人に投球をさせて、優勝するパフォーマンスを行った。メインイベントでは、横浜高校出身の松坂大輔、東海大学付属相模高校出身の森野将彦、横浜商業高校出身の山口鉄也など、神奈川県内の高校野球出身のレジェンドたちが集結したチーム「Y45 LEGEND HEROES」の監督を務め、ベイスターズOBが集結した「BAY DREAM STARS」（監督：三浦大輔）に勝利した。

## 交友関係
親友の京本政樹と2人揃うと「芸人つぶし」と言われ、『ウンナンの気分は上々。』での「ナンチャン・シンチャン・京様の旅」をはじめとして本職の芸人を食うトークをみせる。京本とは『HOTEL』で共演して以来「兄弟」と呼び合う仲で、お互い毎年最初に会う芸能人と決めており、ほかの芸能人から誘いがあっても断っている。その他、『火曜サプライズ』では河本準一とともに「京さま・慎ちゃん 都バスで飛ばすぜぃ! with 河本」で共演した。
『ウッチャンナンチャンのやるならやらねば!』で『ふぞろいの林檎たち』のパロディを行った際、南原清隆が柳沢役を演じ、その後柳沢本人も登場した。以後、ウッチャンナンチャンとは親しい間柄になった。また『気分は上々。』の「シンチャン・ナンチャンのセブ島の旅」では勝俣州和と共演し、宿泊したホテルで夜は柳沢が南原の睡眠を妨害し、朝は勝俣が南原らを強引に起こし、南原を困らせた。

## 主なネタ・ものまね・決めゼリフ

### 事象ネタ
ひとり甲子園
高校野球の選手、応援、観客、実況、解説（池西増夫）、阪神園芸の整備士など。
横浜高校に思い入れがあるようで、渡辺元智監督がサインを出す仕草（「腰から下は打つな! 的を絞っとけ!」）や選手を激励する姿までを再現する。最後には右手をひらひらさせ、校旗掲揚をしながら横浜高校の校歌を歌うのがよくあるパターンである。その他、長い牽制球、内角球をよけピッチャーを睨む選手、途中でNHK総合テレビから教育テレビに中継チャンネルが切り替わりNHKニュースに放送が切り替わる様子、ボークをした投手のリプレイ、終戦の日の黙祷、応援団、チアガール、亡くなった野球部長の遺影を持つ人、孫を応援する祖母まで演じたりもする(この一連のネタは本家NHKの番組でも披露したことがある)。また、サイレン音も再現しているが、近年になって発声を「ウー」から「アァー」に変えている。
1986年には『徹子の部屋』でこの甲子園のものまねを10分間も披露したことがある。また、『メレンゲの気持ち』（日本テレビ系列）で1998年の延長17回の死闘である準々決勝『横浜高校対PL学園』の再現も披露した際は、その試合でピッチャーだったPL学園の上重聡（現・日本テレビアナウンサー）がサプライズゲストで出演。当時の状況とほとんど同一であると賞賛した。また独自のシチュエーションをつくり、演じる場合もある。
2008年7月には、架空の『柳沢商業』の甲子園熱闘を一人20役で“再現”するCDアルバム『柳沢慎吾のクライマックス甲子園!!』をリリースした。開会式に始まり、オリジナルのヒッティングマーチや校歌、決勝戦そして閉会式までひとりでしゃべりまくる。これは川藤幸三のしゃべりを集めたCD『KAWATO VOICE』と並ぶ野球関連の珍CDと紹介された。
2015年8月9日の横浜スタジアムの始球式に登場した際には、球を投げるまでひとり甲子園を延々と演じ続け投げた後も横浜高校の校歌を歌い、試合開始時間が8分遅れ「日本一長い始球式」と言われた。2019年6月9日の始球式では選手、球場スタッフ、観客も協力し約20分に渡る『横浜高－花咲徳栄高』を再現する始球式を行った。このようにすべてを再現するとかなり長くなる（『ぐっさんカフェ』に出演した際「何分かかると思ってんだ」と発言した）ため、テレビで披露する際はプレイボールシーン後に9回まで一気に飛ばすことが多い。
2018年に夏の高校野球が100回の歴史的節目を迎え、スポニチで「柳沢慎吾のひとり甲子園〜アルプス席の熱闘」を連載。YouTubeスポニチチャンネルに再現動画もアップされた。
2023年12月3日、横浜スタジアム45周年を記念して行われた『YOKOHAMA STADIUM 45th DREAM MATCH』の始球式においては出場選手と観客を巻き込み甲子園ではなく、高校野球神奈川大会決勝『横浜高校対東海大相模』を披露、DeNAベイスターズ選手によるアルプススタンド応援団のインタビューや優勝者インタビューなどを盛り込み、29分もの長さとなった。式として実際にボールを投げたのは松坂大輔であった。
2024年8月25日、『笑点』（日本テレビ系列）の演芸コーナーに出演。『横浜高校対PL学園』の再現を披露した。通常、同コーナーはお笑いタレントの出演が主であり、俳優の登場は珍しいことであった。
ひとり警視庁24時
「アーアーアー」とサイレンを模した高音を発しながら、指を上に向けた手をクルクルと赤色灯のイメージで回して登場。警察官の緊迫したやり取りのものまねをする。
ドラマで共演した木根尚登（TM NETWORK）からのアドバイスがきっかけで始めた。1989年9月25日のラジオ番組『オールナイトニッポン』では大川豊とデーモン閣下が学生時代に行っていた宴会芸として同様のネタを披露している。
過去にはタバコのラッピングのビニール部分を使い警察無線の割れた音質を再現していたが、明石家さんまの番組にてアポロチョコレートの箱で行ったところ、音響が良く、箱も比較的潰れにくく、さらにはオートバイの音も再現できたため、近年はこちらを使うことが多い。また、箱を床に置き指でスライドさせ、空撮シーンを再現することもある。その後、柳沢がレギュラー出演をした『ウルトラマンオーブ』で実際に使われている通信機を使用するシーンがある。
ひとりふぞろいの林檎たち
西寺実役で出演の柳沢が、稽古と同じ芝居が出来ていないと鴨下信一監督から数度に渡ってダメ出しをされる一連の動作。最終的に、時間の都合上「しょうがない、OK!」と、半ば強制的に終了させられたことがショックだったとのこと。脚本家の山田太一や、ドラマで共演した中井貴一・時任三郎のモノマネも行う。
ひとり火曜サスペンス
ドラマ内、および予告編の一人芝居。エンディングテーマ『聖母たちのララバイ』を歌いながら、崖などでの解決シーンを演じる。
ひとり太陽にほえろ!
犯人を逮捕する山さん（露口茂）および取調室のシーンの一人芝居。
ひとり日本沈没（※1974年のテレビドラマ）
五木ひろしが歌った主題歌『明日の愛』を口ずさみつつ、日本（金閣寺など）が沈んで行く様子を形態模写する。『テレビ探偵団』で披露。
ひとり箱根駅伝
箱根駅伝終了後に放送されるドキュメンタリーの再現。
歴代の車のエンジン音、ドアが閉まるときの音、故障して煙が出たとき。

ひとりNHKニュース7
柳沢が『スタジオパークからこんにちは』にゲスト出演した際、『ひとり甲子園』に引き続き披露した新ネタ。『NHKニュース7』のメインキャスターである武田真一が好きで真似てみようと思ったとのこと。ネタを披露している最中に武田が急遽スタジオに登場。大喜びする柳沢以上に真似された武田も喜んでおり、『NHKニュース7』のオープニングテーマとともに柳沢を『NHKニュース7』の口調そのままに紹介するなど、いつもの『NHKニュース7』では見せないはしゃぎようだった。
ひとりスーパーニュース
生放送中のスタジオで安藤優子キャスターが、名古屋東警察署前にいる笠井信輔アナウンサーからの中継を、音声不良のため一旦スタジオに引き取り隣の席の木村太郎にコメントを求めるまでの一連の様子を描写。
東海道新幹線の車内アナウンス

映画撮影NGシーン「殿様」
セリフが「殿様」の一言だけなのにNGを連発してしまう俳優の、抱腹絶倒な撮影の顛末。あまり披露しないが、『メレンゲの気持ち』 にて、久本雅美の要望を受けて披露した。

### ものまね
やなぎざわじんごぉ〜！
若山富三郎を前に「しくじった」時の再現。『名奉行 遠山の金さん』で若山と共演した際、いい加減な挨拶をした柳沢に若山が激怒し、「やなぎざわじんごぉ〜！後で俺の部屋へ来い！」と呼びつけた。さらに撮影中、刀の持ち方など時代劇作法にうるさい若山の口出しで撮影が進まないことにイラついた松尾正武監督から「セリフの『ジジイ』の前に『クソ』つけて！」と強要された柳沢がその通りに「（若山）旦那！そいつは違うんだよ、そいつは違うんだよ旦那ぁ！」「（柳沢）うるせえこのクソジジイ、お前引っこんでろ！」と言ったところ、「やなぎざわじんごぉ〜！お前今セリフ2つくらい増えたろ」と若山がすぐに気づき、録音機材で自ら聴き直して激怒。詰め寄られて怯えきった柳沢が「松尾監督から言えって言われたんです」と必死に弁明すると「松尾こっち来いオラァ！」と再び激怒した。
山城新伍
「チョメチョメ」「じゃかあしぃわ、このチョメ野郎！」「このダーホ！」など。かなりデフォルメしており、「チョメ野郎！」に至っては山城は一言も言っていない。生前の山城は「他の奴にやられるのはダメだけど、慎吾ちゃんならいい」と、柳沢による「チョメチョメ」を公認していた。
堺正章
『チューボーですよ!』の「星、三つですっ!」など。小堺一機の影響が強いネタ。
舘ひろし
トンカツ屋で舘ひろしに遭遇した体験談。模写というよりエピソードトーク。
石立鉄男
エースコック・わかめラーメンのCM撮影風景の模写。「ワーカメ好き好きー（ピチピチー）! お前はどこのワカメ、じゃ?（と言いながら首を過度に傾ける）」のセリフを用いる。これもデフォルメの度が過ぎた模写である。そのほか、本番前後の、スタッフに対する石立の大物ぶりもネタにしていた。本人に「真似してみろ」と言われて「ワーカメ」ネタを披露し「そんなくだらねえことするんじゃねえよ」と言われ、冷や汗をかいていた。2016年4月から放送中のわかめラーメンのCMに柳沢が出演し、石立時代のバージョンをそのままリメイクした内容のものとなっている。
矢沢永吉
柳沢が敬愛するミュージシャン。大仰な口調や、口をすぼめるアクションで笑いをとるネタで、ものまね自体はあまり似ていない。
菅原文太の「よう、主人はおるか」
新人時代にNHK大河ドラマ『獅子の時代』で共演した時の体験談。「おいでなさいまし」一言のみでの出演予定だったが、緊張の余りNGを連発し、最終的には監督判断で早川プロのエキストラ俳優に交替させられ一人寂しく家路につく。本厚木、相模大野における踏切警報音のドップラー効果を聞くことができる。柳沢が十数年後に菅原と再会した際に、菅原は当時のことを覚えており、「『おいでなさいまし』は言えるようになったかい？』と、からかわれたとされる。
平馬先輩
榊原郁恵の親衛隊だった中学の先輩・平馬とその兄のものまね。卒業後、小田原での偶然の邂逅の際の出来事。2007年3月11日『行列のできる法律相談所』にて披露。
中居正広の兄
味いちもんめの撮影で中居正広とその兄、共演者との食事中のエピソードの再現。
柳沢慎吾の姉
夜中3時に帰宅した姉が厳格な父親にばれないためにハシゴをかけて2階から入ろうとするも、ハシゴが傾いて前の家の瓦を破ってしまうもの。

### フレーズ・ダジャレ
「あばよ!」
芸能人ねるとんでの一言が大ブレイクし、以後、柳沢の代名詞となった。実際のプロポーズの言葉は、「オイ、いい加減、あばよと言わすなよ…!」だったとされる。結婚発表後のスポーツ新聞芸能面の見出しは「独身にあばよ!」だった。また、自身が悪役として出演した『超・仮面ライダー電王&ディケイド』や逆に特殊部隊の隊員役の『ウルトラマンオーブ』の第18話「ハードボイルドリバー」でも、死に際や敵にトドメをさした際、に「あばよ…」と発言している。また、『八重の桜』では、「あばよ!」ではないがそれに近い「さらばじゃ!」で同胞に別れを告げ、戦の責任者として自刃したという設定になっている。
『ウルトラマンオーブ』内でも第10話に出演した際に共演者二人と共に劇中で披露したのを皮切りにメイン回だった18話では敵宇宙人を爆発に巻き込んだ直後に、最終話では旅立っていった主人公に対し「あばよ!」と発言している。
「いい夢見ろよ」
「あばよ!」とともに用いる。「いい夢見させてもらったよ!」というバージョンもあり、JRAで競馬場内でのはずれ馬券飛散防止のポスターにも採用されたこともある。
「おい、かまいたち」（「おい、お前たち」のダジャレ）

「お前中三のとき、俺高三っ!」
年下のタレントに対して使うツッコミ。決して3歳下のタレント限定ではない。
メガネをかけるとき、耳の縁部分を目にあてて「アイタッ!」と言う。
『ウッチャンナンチャンの炎のチャレンジャー』の中で行われていたイライラ棒に挑戦するときには、安全のために着用するゴーグルの耳の縁部分を目にあて、周囲の笑いを誘うのが恒例となっていた。また、このイライラ棒企画では「先生」と呼ばれている。
「かもめが翔んだ日」（渡辺真知子）はウッチャンナンチャンの二人（特に南原）にとってはもはや柳沢を連想させる歌ともなっている。

### 一般人との絡み
「いきなり握手、どつく」
先述した通り、主にスタジオに観覧に来た観客のうち、最前列客席にいる観覧客数人に握手を求めて最後に握手した人には、よく来てくれたねと敬意をこめて軽くどつく。これは1980年代にレギュラー出演した笑っていいとも!から派生したネタであるが、当時はまだ必ずしてはおらず、1990年代に入りするようになった。ただしスタジオの客席の場所配置次第では出演者の位置から離れている場合もあり客入れがあっても行わない。2020年からは取りやめている。
「どうも×4」

## 出演

### バラエティ
- ぎんざNOW!（1977年、TBS、素人コメディアン道場・第19代チャンピオン）
- カックラキン大放送!!（日本テレビ）
- オジャマンないと（名古屋テレビ制作）
- わくわく生ネットワーク・EXPOスクランブル（1985年、TBS）
- マンガ人間抱腹Z!!（1985年、朝日放送制作・テレビ朝日）
- 痛快なりゆき番組 風雲!たけし城（TBS）
- クイズ!世にも不思議な逆回転（フジテレビ）
- ウッチャンナンチャンのやるならやらねば!（フジテレビ）
- ウンナンのホントのトコロ（TBS）
- ウンナンの気分は上々。（TBS）
- NHK土曜プラザ（1996年、NHK総合）
- バリキン7 賢者の戦略（1996年 - 1997年、TBS）
- ウッチャンナンチャンの炎のチャレンジャーこれができたら100万円!!（1995年 - 2000年、テレビ朝日）
- クイズところ変れば!?（テレビ東京、1993年 - 2000年） - レギュラー回答者
- 森田一義アワー 笑っていいとも!（1984年10月 - 1985年3月、フジテレビ） - なるほど!だ・新ニッポン出題者
- 上海紅鯨団が行く（1986年10月11日 - 1987年9月26日、関西テレビ制作、フジテレビ） - レギュラー
- 美女プリン（1995年1月 - 3月、テレビ東京） - 司会
- キスした?SMAP（朝日放送制作、テレビ朝日）
- 超恋愛遊戯（テレビ東京） - 司会
- 人気もん!（テレビ新広島制作・中国地方ローカル） - レギュラー
- あかたのげん（テレビ東京）
- 優子がゼッタイ!（中京テレビ制作）
- バックドロップ（名古屋テレビ（メ〜テレ）制作）
- サプライズ → SUPER SURPRISE → 火曜サプライズ （日本テレビ）（2009年5月12日・6月9日・7月21日・以後定期的に出演）
  - 「京さま・慎ちゃんの 都バスで飛ばすぜぃ!」 → 「京さま・慎ちゃん 都バスで飛ばすぜぃ! with 河本」 → 「47都道府県 京さま&慎ちゃん 今日も飛ばすぜ!」
- 天才てれびくんMAX（2010年度、NHK教育） - 「戦士取調室」レギュラー
- 情報ライブ ミヤネ屋（2010年3月24日 - 、読売テレビ制作、日本テレビ） - 水曜日「柳沢慎吾の写メール刑事(デカ)」担当、VTRのみ
- しこく8 スマイル四国（NHK松山放送局） - 司会
- そのとき何が起こるのか〜神奈川を襲う大地震に備えて〜 （テレビ神奈川、独立局） - ナレーション
- 我思う、故に我ラーメンII（2013年3月、HTB）
- 柳沢慎吾のBAZOOKA!!!ジャック（2015年4月20日、BSスカパー!）[25]
- ちょっと福岡行ってきました!（2018年 - 、TVQ九州放送）- 旅人（不定期出演）
- 川島二宮のタミゴエ（2024年5月25日・11月9日、フジテレビ） - ロケレポーター[26][27]
- 笑点（2024年8月25日、日本テレビ）[20][21]
- ウンナン極限ネタバトル! ザ・イロモネア(2025年2月24日、TBS制作)　‐ シンちゃんナンチャン

### テレビドラマ
- 3年B組金八先生 第1シリーズ 第7話「学ラン長ラン大混ラン」（1979年12月7日、TBS） - 楓中学校の不良生徒 川西 ※クレジットは「柳沢順吾」と表記
- 大河ドラマ（NHK総合）
  - 獅子の時代（1980年） - 瑞穂屋丁稚
  - 元禄繚乱（1999年） - 猿橋無差之介
  - 八重の桜（2013年） - 萱野権兵衛
- 翔んだカップル（1980年 - 1981年、フジテレビ） - 梨本慎吾
- 翔んだライバル（1981年、フジテレビ） - 主演・多聞順平
- 翔んだパープリン（1981年 - 1982年、フジテレビ） - 谷村慎吾
- ねらわれた学園（1982年、フジテレビ） - 柳沢一平
- さよなら三角（1983年、フジテレビ） - 神崎
- ふぞろいの林檎たち（1983年、TBS） - 西寺実 
  - ふぞろいの林檎たちII（1985年）
  - ふぞろいの林檎たちIII（1991年）
  - ふぞろいの林檎たちIV（1997年）
- 特捜最前線 第355話「トルコ嬢のしあわせ芝居!」（1984年、テレビ朝日）[注釈 11]
- さらば、夏の光よ（1984年4月 - 9月、CBC）
- うちの子にかぎって… 第5話「親よりお金」（1984年9月14日、TBS） - 高橋一郎
- 輝きたいの（1984年、TBS） - 水島英樹
- 少女に何が起ったか（1985年、TBS） - 東信之
- ソープ嬢モモ子シリーズ「スキャンダル黙示録」（1985年、TBS） - アキラ（ホスト）
- 気分は名探偵 第18話「17才の花嫁」（1985年2月2日、日本テレビ） ‐ 倉本幸司
- ハーフポテトな俺たち（1985年、日本テレビ） - 宮坂正三
- 深夜にようこそ 第2話（1986年6月20日、TBS） - 十万人目の学生
- 親にはナイショで…（1986年、TBS） - 日野原公路
- 連続テレビ小説（NHK総合）
  - ロマンス（1984年） - 加納清(キー坊)
  - はね駒（1986年） - 橘嘉助
  - 天花（2004年） - 畑山精吉
  - てっぱん（2010年） - 篠宮平太
- 木曜ドラマストリート「ぼくらの時代」（1986年5月29日、フジテレビ） - 主演・栗本薫
- 一休さん・喝!（1986年、テレビ東京） - 主演・一休
- 女ふたり捜査官（1986年 - 1987年、朝日放送） - 加納欣一刑事
- 火曜サスペンス劇場「悪魔の手毬唄殺人事件」（1987年、日本テレビ）
- キスより簡単（1987年、フジテレビ） - 角川
- 風呂上がりの夜空に（1987年、テレビ朝日）
- こんな学園みたことない!（1987年 - 1988年、読売テレビ制作・日本テレビ系） - 風見俊介
- 荒野のテレビマン（1987年、フジテレビ） - 海宝直也
- 田原坂（1987年、日本テレビ） - 福崎正治
- ニュータウン仮分署（1988年、テレビ朝日） - 高村貢
- 名奉行 遠山の金さん（1988年 - 1991年、テレビ朝日） - 間半平
- ワイルドで行こう! BORN TO BE WILD（1988年 - 1989年、フジテレビ）
- ドラマ23（TBS）
  - 「オレンジ色の診察室」（1988年11月 - 12月）
  - 「ヒラナリ君ナリヒラ君」（1989年6月） - 主演
  - 「田舎の王様TOKYOへ行く」（1989年7月）
- ヘイ!あがり一丁（1989年、フジテレビ） - 米田春吉
- 俺たちの時代（1989年、TBS） - 真田忠幸
- 東京ストーリーズ 第14回「みつぐ君の幸福」（1990年2月1日、フジテレビ） - 主演
- ドラマチック22（TBS）
  - 「田舎の王子様 スキーへ行く」（1990年3月17日）
  - 「ダンナ様は18歳」（1990年8月4日）
- 世にも奇妙な物語「大注目の男」（1990年9月6日、フジテレビ） - 主演・渡辺正男
- TBS大型時代劇スペシャル「武田信玄」（1991年1月1日、TBS） - 豊臣秀吉
- 熱血!新入社員宣言（1991年、TBS） - 江尻慎太郎
- ルージュの伝言 Vol.23「5cmの向こう岸」（1991年9月4日、TBS） - 主演
- 鎌倉恋愛委員会 第2回「君はNOといえるかい?」（1991年10月15日、TBS） - 主演
- 松本清張作家活動40年記念・西郷札（1991年、TBS）
- 土曜ドラマ（NHK総合）
  - 新十津川物語（1992年） - 中崎庄作
  - 遠い国からの殺人者（1995年6月） - 綿谷四郎
  - 夏の一族（1995年9月）
- 真夏の刑事（1992年、テレビ朝日） - 宮川
- 本当にあった怖い話 「怪!映画館の幽霊」（1992年6月8日、テレビ朝日） - 主演
- 不思議サスペンス「汽笛」（1992年8月31日、関西テレビ） - 主演
- 日本名作ドラマ「伊豆の踊り子」（1993年6月14日・21日、テレビ東京）
- 花王ファミリースペシャル「悪妻は夫をのばす! 落合博満物語」（1993年12月、関西テレビ）
- 開局35周年特別企画 山田太一ドラマスペシャル「刑事の恋」（1994年4月7日、テレビ朝日）
- 西遊記（1994年、日本テレビ） - 白竜
- ドラえもん（1994年、テレビ朝日）※実写の合成で生稲晃子とともに出演。
- エリアコードドラマ011 「俺達は風」（1994年、北海道テレビ） - 主演
- 味いちもんめ（1995年、テレビ朝日） - 山口忠 
  - 味いちもんめII 京都編（1996年）
  - '97新春ドラマスペシャル 味いちもんめ（1997年）
  - '98新春ドラマスペシャル 味いちもんめ（1998年）
  - 2011新春ドラマスペシャル 味いちもんめ（2011年）
  - 2013ドラマスペシャル 味いちもんめ（2013年）
- Change!（1995年、テレビ朝日） - 勝野英和
- 変（1996年、テレビ朝日） - 辻雅彦
- 新幹線'97恋物語（1997年、TBS） - 須崎三郎
- 渥美清のああ、青春日記（1997年9月24日、フジテレビ） - 関敬六
- 研修医なな子（1997年、テレビ朝日） - 佐野五郎
- 元旦特別企画・松本清張原作「天城越え」（1998年1月1日、TBS） - 菓子売り
- HOTEL 第5シリーズ（1998年、TBS） - ジョン・ミヤザワ
- 美しい人（1999年、TBS）
- 笑ゥせぇるすまん（1999年、テレビ朝日） - 矢和井一夫
- 浅見光彦シリーズ13（2000年、TBS） - 榎坂武雄
- おばはん刑事!流石姫子（2000年 - 2006年、テレビ朝日）
- 変装婦警の事件簿2（2001年、テレビ朝日） - 草野康隆
- 世界で一番熱い夏（2001年、TBS） - マッポ
- ケータイ刑事 銭形愛 第23話（2003年3月9日、BS-i） - 柳沢健康教授
- 夢みる葡萄〜本を読む女〜（2003年、NHK総合） - 田所忠三郎
- 彼女が死んじゃった。（2004年、日本テレビ） - 高丸守
- H2〜君といた日々（2005年、TBS） - 国見太郎
- 離婚弁護士II〜ハンサムウーマン〜（2005年、フジテレビ）  - 米田和夫
- 警視庁特殊部隊512（2005年、日本テレビ） - 湯浅努
- 終りに見た街（2005年、テレビ朝日） - 宮島敏夫
- 京都地検の女3 第3話（2006年、テレビ朝日） - 牧野真吾
- だめんず・うぉ〜か〜（2006年、テレビ朝日） - 泊克己
- めぞん一刻（2007年・2008年、テレビ朝日） - 茶々丸のマスター
- おじいさん先生（2007年、日本テレビ） - エンペラー学園での鳥越教頭先生
- こどもの事情（2007年、中部日本放送） - 小田正樹
- ファイブ（2008年1月5日、NHK総合） - 伊藤信玄
- the波乗りレストラン（2008年11月1日 - 9日、日本テレビ） - ガッツ
- 恋のから騒ぎ〜LOVE STORIES VI〜 「尽くす女」（2009年9月25日、日本テレビ）
- 土曜プレミアム 裸の大将 火の国・熊本篇〜女心が噴火するので〜（2009年10月24日、フジテレビ）
- 遠まわりの雨（2010年、日本テレビ）
- サザエさん2（2010年、フジテレビ） - 警官 
  - サザエさん3（2011年）
- 浅見光彦シリーズ40・棄霊島（2011年5月6日・7日、フジテレビ）
- 美男ですね（2011年7月15日 - 9月23日、TBS） - 馬淵始
- 11人もいる! 第6話（2011年11月25日、テレビ朝日） - 鈴木ヒロミ（ソアラの父親）
- 塔馬教授の天才推理（2012年6月1日、フジテレビ） - スナック慶のマスター
- 大崎郁三の事件散歩（2012年6月30日、テレビ朝日） - 安東福二
- ビギナーズ!（2012年7月12日 - 9月20日、TBS） - 福田清志
- つるかめ助産院〜南の島から〜（2012年8月28日 - 10月16日、NHK総合） - 徳野和雄
- 幸せの時間（2012年、東海テレビ） - 矢崎修
- ショカツの女〜新宿西署・刑事課強行犯係7（2013年2月16日、朝日放送） - 武藤新一
- ぴんとこな（2013年8月1日、TBS） - 水族館のスタッフ
- 夫のカノジョ（2013年10月24日 - 12月12日、TBS） - 久米圭祐
- トラベルライター青木亜木子2（2014年1月15日、テレビ東京） - 植村修一
- 天誅〜闇の仕置人〜（2014年1月24日 - 3月14日、フジテレビ） - 八巻辰
- 下町ボブスレー (テレビドラマ)（2014年3月1日 - 3月15日、NHK BSプレミアム） - 大倉雄介
- 吉原裏同心 第5話（2014年7月24日、NHK総合） - 谷平
- 不便な便利屋 第2話（2015年4月18日、テレビ東京） - 刑事課長
- 永遠のぼくら sea side blue（2015年6月24日、日本テレビ） - 鰤沢勝男
- ディアスポリス 異邦警察（2016年4月 - 6月、毎日放送） - アー
- まかない荘 第9話・10話（2016年6月、メ〜テレ） - 小村義正
- ウルトラマンオーブ（2016年7月9日 - 12月24日、テレビ東京） - 渋川一徹
- キャリア〜掟破りの警察署長〜（2016年10月9日 - 、フジテレビ） - 半田順二
- 宮沢賢治の食卓 第1話（2017年6月17日  、WOWOW） - 菅原吉盛
- マチ工場のオンナ（2017年11月24日 - 12月29日、NHK総合） - 純三 [28]
- 荒神（2018年2月17日、NHK BSプレミアム） - 菊地圓秀 [29][30]
- 静おばあちゃんにおまかせ（2018年3月23日、テレビ朝日） -  芝崎仁
- いつまでも白い羽根（2018年4月 - 5月、東海テレビ） - 山田健司
- 極道めし（2018年7月 - 9月、BSジャパン） - 坂井直次
- 警視庁捜査資料管理室 (仮)（2019年、BSフジ） - 三宅実
- 働かざる者たち 第5話・最終話（2020年8月27日-10月1日、テレビ東京） - 風間敦
- 全っっっっっ然知らない街を歩いてみたものの Season2 第4話・第5話（2022年3月28日・4月4日、フジテレビ）[31]
- ザ・タクシー飯店（2022年、テレビ東京） - 水沼博 役
- 善人長屋（2022年7月8日 - 8月26日、NHK BSプレミアム・BS4K） - 半造[32][33]
- 警視庁考察一課（2022年10月17日 - 12月26日、テレビ東京） - 柳沢慎三 役[34]
- だが、情熱はある 第3話 - 第7話（2023年4月23日 - 5月21日、日本テレビ） - 警察官 役
- 素晴らしき哉、先生!（2024年8月18日 - 10月6日、朝日放送テレビ・テレビ朝日） - 中路克博 役[35]
- 続・続・最後から二番目の恋 第5話（2025年5月12日、フジテレビ）[36]

### 映画
- セーラー服と機関銃（1981年、東映） - 智生
- 必殺! THE HISSATSU（1984年、松竹）
- 俺たちの行進曲（1985年、劇場未公開）
- 哀しい気分でジョーク（1985年、松竹） - 谷善平
- 薄化粧（1985年、松竹） - 明賀英之
- 極道の妻たちII（1987年、東映）- 小松満男
- Let's豪徳寺!（1987年、松竹） - 風祭怜
- はいからさんが通る（1987年、東映） - 牛五郎
- 菩提樹 リンデンバウム（1988年、東映） - 島田二郎
- ラブ・ストーリーを君に（1988年、東映） - 荒木欽一
- 遺産相続（1990年、東映）
- 一杯のかけそば（1992年、東映） - 熊井記者
- 私を抱いてそしてキスして（1992年、東映） - 小林篤
- わが愛の譜 滝廉太郎物語（1993年、東映） - 坂口
- 虹をつかむ男（1996年、松竹） - 赤羽
- スーパーの女（1996年、東宝） - 精肉部助手（タケちゃん）
- 未来日記（2000年、松竹）
- しあわせ家族計画（2001年、松竹） - しあわせ配達人
- Last Dance -離婚式- （2001年、東映） - 梶原隆
- ゴジラ×メカゴジラ（2002年、東宝） - 館山でゴジラに自宅を踏みつぶされる男[1]
- カスタムメイド10.30（2005年、クロックワークス） - ホリコシ
- チェケラッチョ!!（2006年、東宝） - 本部修一郎
- ゲゲゲの鬼太郎（2007年） - 一反木綿 （声の出演）
  - ゲゲゲの鬼太郎 千年呪い歌（2008年）
- 僕らの方程式（2008年、バイオタイド） - 日出原和男
- 仮面ライダーシリーズ
  - 劇場版 超・仮面ライダー電王&ディケイド NEOジェネレーションズ 鬼ヶ島の戦艦（2009年、東映） - ミミヒコ
  - 劇場版 仮面ライダードライブ サプライズ・フューチャー（2015年、東映） - 古葉進次 [37]（特別出演）
- 君が踊る、夏（2010年、東映）
- ヒロイン失格（2015年、ワーナー・ブラザース） - 本人 役（特別出演）
- ピン中!（2016年、影山塾株式会社） - 主演・宇多陽一 [38][39]
- ディアスポリス -DIRTY YELLOW BOYS-（2016年）  - アー
- 劇場版 ウルトラマンオーブ 絆の力、おかりします!（2017年） - 渋川一徹
- この道（2019年） - 鈴木三重吉
- 応天門の変（2020年） - 主演・源信 [40]
- 劇場版 ポリス×戦士ラブパトリーナ！〜怪盗からの挑戦！ラブでパパッとタイホせよ！〜（2021年、KADOKAWA・イオンエンターテイメント）

### 吹き替え
- ウルトラマンG（1991年 - 1992年） - チャールズ・モルガン隊員〈ロイド・モーリス〉
- レーシング・ストライプス（2005年） - レジー〈声：ジェフ・フォックスワーシー〉
- マダガスカルシリーズ - マーティ〈声：クリス・ロック〉 
  - マダガスカル（2005年）
  - マダガスカル2（2008年）
  - マダガスカル3（2012年）[41]
- ピクセル（2015年） - サム・ブレナー〈アダム・サンドラー〉[42]
- ワイルド・スピード ICE BREAK（2017年） - 無線の声 [43]
- 猿の惑星: 聖戦記（2017年） - バッド・エイプ〈スティーヴ・ザーン〉 [44]

### インターネットドラマ
- CLIMAXドラマ 恋愛編（2008年6月- 、MSNビデオ） - 主演・小早川晴彦
- しろときいろ〜ハワイと私のパンケーキ物語〜（2018年2月 -、Amazonプライム・ビデオ） - 桐原章一
- 葬儀社アーバンフューネスコーポレーションWEB動画「父の葬儀」篇、「余命宣告」篇（2019年7月1日 -）[45][46]

### インターネット
- 柳沢慎吾のひとり甲子園-YouTubeスポニチチャンネル

### オリジナルビデオ
- ブローバック 真夜中のギャングたち（1990年） - バク
- 難波金融伝・ミナミの帝王シリーズ（1993年 - ） - 坂上竜一 
  - 1「トイチの萬田銀次郎」
  - 2「計画倒産」
  - 劇場版partII「銀次郎VS整理屋」
  - 特別編「密約」

### ラジオ
- 進め!おもしろバホバホ隊（1985年10月 - 1986年9月、TBSラジオ、金曜日担当）
- ヤロメロジュニア出発進行!（1982年4月 - 1983年3月、ラジオたんぱ（現:ラジオNIKKEI）、水曜日担当）

### PV
- mihimaru GT 「ギリギリHERO」（2008年）

### CM
- 大日本除虫菊「サンポール」
- 森永製菓「カフェオレ」
- 小林製薬「サニボン・F」
- ミノルタ
- 新潮社「新潮文庫の100冊」（1980年）
- 近畿冷熱（現：キンレイ）「なべ焼うどん」（1984年 - 1985年）
- 久光製薬「サロンパスーハイ」（1985年 - 1987年）泉ピン子と共演。
- タケヤみそ「タケヤカップ」（1986年 - 1989年）森光子と共演。
- 公共広告機構「車で性格がわかる」（1986年 - 1987年）- ラジオCM
- 東洋水産「焼そばバゴォーン」「マルちゃんでかまる」（1987年 - 1994年）高岡早紀と共演。
- セイコーエプソン「inter Laser」（1990年代）飯島直子と共演。
- 富士写真フイルム（1996年 - 1997年）稲垣吾郎・観月ありさと共演。
- アコム（1999年 - 2000年）
- 藤沢薬品工業（現：第一三共ヘルスケア）「ピロエースW液」 （1999年）
- フォーシーズ「ピザーラ」（2000年 - 2001年）
- サッポロビール「北海道生搾り」（2002年）
- 大正製薬「ヴィックス メディケイテッド ドロップ」（2003年 - 2006年）
- セガ「風来のシレン」（2006年）
- アサヒ飲料「WONDA ショット&ショット69」（2006年 - 2007年）- 声のみ  原田泰造と共演。
- DHC「海洋深層水」「栗駒深層水」（2008年 - 2009年）- ラジオCM
- 千寿製薬「マイティアアイテクトアルピタット」（2009年 - 2010年）
- エイチ・アイ・エス（2009年 - 2010年）
- ディー・エヌ・エー 「いい大人の、モバゲー」（2010年 - 2011年）時任三郎・麻生祐未・中井貴一と共演。
- ミツカン「金のつぶ パキッとたれ」「鉄板蒸し」（2010年 - 2013年）
- ベスト電器（2011年）
- 日野自動車「デュトロ」（2011年 - 2013年）
- 万葉倶楽部「万葉の湯」（2012年 - 2016年）
- パチンコセントラルグループ（2012年 - 2017年）
- アニマックス（2012年）
- 日本マクドナルド「ハッピーセット・マダガスカル3」（2012年）-  ナレーション
- カヤック「ぼくらの甲子園! ポケット」（2014年）
- 日本マイクロソフト「古いパソコンのイライラあばよ！キャンペーン」（2015年）
- 三菱UFJ信託銀行（2015年 - ）真田広之、中井貴一と共演。[47]
- ユニ・チャーム 「超快適・超立体マスク」（2015年）
- エースコック 「もち麦めん」「ロカボデリ」「わかめラーメン」（2016年 - 2023年）[48]
- オークローンマーケティング「トゥルースリーパー」（2016年）
- サントリースピリッツ「明日のレモンサワー」 （2017年）[49]
- サンスター「柳沢慎吾の全力刑事募集動画」篇（2017年）- WebCM
- アカツキゲームス「八月のシンデレラナイン」（2018年）
- Indeed「インディードがあるじゃない!」（2018年 - 2020年）
- 花王「ヘルシア緑茶α」（2019年 - 2021年）
- アーバンフューネスコーポレーション（2019年）
- 日産自動車「NOTE e-POWER」（2022年 - 2023年）- WebCM
- nobitel「Dr.ストレッチ」（2023年）- WebCM
- 味の素（2024年）- ラジオCM

## ディスコグラフィ
- SENSATIONAL HIROKO（1981年12月21日、東芝EMI）※ひょうたん三銃士（ひょうたんトリオ〈柳沢慎吾、光石研、岡竜也〉）
- ピエロ/BE MY GIRL（1985年、東芝EMI）※日本テレビ『POP SWIMMING』のテーマソング。
- 柳沢慎吾セレクション あばよ!!（2007年、ポニーキャニオン）
- 柳沢慎吾のクライマックス甲子園!!（2008年7月16日、ポニーキャニオン）※レコーディング風景などを収めたDVDつき。
- 実録!? 緊急特番 柳沢警察密着24時!!（2009年12月21日、ポニーキャニオン）※レコーディング風景などを収めたDVDつき。

## 書籍
- 『スペショル』（2009年12月、学研）ISBN 978-4-05-404411-1